# Анталия къп
„Анталия къп“ е футболен турнир, който се провежда в турския курорт Анталия.

## История на турнира
Турнирът започва да се провежда под името „Гази купа“ (1999 – 2003). В периода 2003 – 2007 носи името „Ефес Пилзен Къп“, от 2007 до 2010 се нарича „Тутур къп“, а след това вече е преименуван на „Анталия къп“.

## Победители в турнира
- 1999/00 Борусия Дортмунд (Германия)
- 2000/01 Фейенорд Ротердам (Нидерландия)
- 2001/02 Галатасарай в Истанбул (Турция)
- 2002/03 Спартак Москва (Русия)
- 2003-04 Трабзонспорт (Турция)
- 2004/05 Галатасарай в Истанбул (Турция)
- 2005/06 Малмьо (Швеция)
- 2006/07 Бешикташ в Истанбул (Турция)
- 2007-08 Фенербахче (Турция)
- 2008/09 ФК Нюрнберг (Германия)
- 2009/10 Хамбургер (Германия)
- 2010/11 Айнтрахт Франкфурт (Германия)